# 巴夏掠蛛
巴夏掠蛛（学名：Drassodes pashanensis）为平腹蛛科掠蛛属的动物。分布于印度以及中国大陆的西藏等地，常见于草丛或草原石块下。该物种的模式产地在印度。